# 인도 공과대학교 델리
인도 공과대학교 델리 또는 인도델리공과대학(Indian Institute Of Technology, Delhi 혹은 IIT Delhi)은 인도 델리에 위치한 국립 공과 대학이다. 인도 공과대학교(IIT) 중 하나의 캠퍼스다.
인도 독립 직후 정부가 국가의 과학, 기계, 공학부문을 심도 있게 훈련·연구·발전시키기 위해 특별법을 제정해, 카라그푸르·뭄바이·칸푸르·마드라스·델리에 설립한 5개교의 인도 공과대학교 중 하나이다.
1961년 델리공학기술대학(College of Engineering & Technology Delhi)으로 설립하였고, 1963년 공포된 공과대학령에 의해 현재의 교명으로 변경하였으며, 1968년 3월 2일 인도 대통령 자키르 후사인에 의해 대학 건물이 공식적으로 문을 열었다.
2010년 기준 응용역학과, 생화학공학·생명공학과, 화학공학과, 토목공학과, 컴퓨터학·공학과, 전기공학과, 인문·사회학과, 경영학과, 수학과, 물리학과, 섬유공학과와 바르티 통신기술·경영대학원, 아마르 나트 & 샤시 코슬라 정보기술대학원, 생명과학대학원에서 다양한 학부·대학원과정을 제공한다.
캠퍼스는 델리 남쪽 하우즈카스(Hauz Khas)에 위치하며 인근에 자와할랄 네루 대학교 콤플렉스, 국립교육연구위원회, 뉴링도로(New Ring Road) 등이 있다. 캠퍼스 내에 직원회관, 병원, 쇼핑센터, 은행, 우체국, 전화국, 운동장 등 다양한 편의시설이 있다.
1961년 설립된 도서관은 중앙도서관과 여러 부문별 도서관으로 이루어지며, 중앙도서관은 1988년 현재의 새 건물로 이전하였다. 그밖에 부속시설로는 전자공학고등연구센터, 대기과학센터, 의료공학센터, 컴퓨터서비스센터, 교육기술서비스센터, 마찰공학·기계역학·정비공학연구소, 고분자학·공학센터 등이 있다.
설립 이후 인도 과학기술 발전에 큰 역할을 했다. 인포시스의 나라야나 무르티 회장, 썬 마이크로시스템즈 창업자 비노드 코슬라 등 인도 정보통신 부문의 핵심적 인재들을 배출했다.

## 같이 보기
- 인도 공과대학교